# Champaña
Champaña é uma telenovela chilena produzida e exibida pelo Canal 13 entre 14 de março de 1994 e 22 de julho de 1994 em 92 capítulos, baseado na telenovela brasileira Champagne de Cassiano Gabus Mendes. Foi escrita por Fernando Aragón e Arnaldo Madrid, sob a direção de Cristián Mason.

## Enredo
Sara Oyarzún celebrava seu aniversário de 18 anos e a graduação de faculdade na festa de Los Tranques. Verónica tinha recomendado aos seus amigos Gabriel e Cristina Oyarzun, que organizaram um baile de máscaras veneziano. O jantar e o baile corre sem problemas, tudo era alegria, mas às cinco horas, os servos da casa encontraram o corpo de Sara, em cima de um dos carros que estavam estacionados no jardim. Sara foi encontratada por Renan, que foi o primeiro a chegar ao seu corpo.
Gastón, o motorista da família, é o principal suspeito do crime, pois aparece de uma forma muito suspeita no local do fato e uma das empregadas o acusa de assassinato, que paga dez anos de prisão na cadeia.
10 anos depois, Renan, que é dono do Clube Champaña, decide fazer um filme sobre o que aconteceu naquela noite, pensando que durante o teste vai descobrir o verdadeiro assassino. Um desconhecido paga para Alex, que é um diretor de cinema para fazer um filme sobre a história. Reúne três de seus amigos, para apoiar na realização do filme:, são Valentina Garces, que faz o roteiro do filme, enquanto Julia, é uma sensual atriz, é responsável por tornar Sara inocente, e Pilar é a produtora.

## Elenco
| Ator                    | Personagem                 |
| ----------------------- | -------------------------- |
| Gloria Münchmeyer       | Olivia                     |
| Fernando Kliche         | Bruno Biondi               |
| Amparo Noguera          | Verónica Valdés            |
| Jaime Vadell            | Bernardo Brandao           |
| Sandra Solimano         | Irene Alemparte            |
| Walter Kliche           | Joaquín Alemparte          |
| Guido Vecchiola         | Greg Brandao               |
| Sergio Hernández        | Francisco Jurandir         |
| Romana Satt             | Teresa Brown               |
| Silvia Piñeiro          | Carlota                    |
| Álvaro Escobar          | Rodolfo Jurandir           |
| Tamara Acosta           | Cynthia Jurandir           |
| José Secall             | Gastón González            |
| María Elena Duvauchelle | Adelia Martínez            |
| Francisco López         | Neil González              |
| Paulina Urrutia         | Marly                      |
| Claudia Burr            | Odette                     |
| Marcelo Alonso          | Willy                      |
| Eduardo Mujica          | Rafael McMillan            |
| Soledad Pérez           | Gilda Cameratti            |
| Esperanza Silva         | Ana Cameratti              |
| Alejandra Fosalba       | María McMillan             |
| Cristián de la Fuente   | Tadeo McMillan             |
| Luis Alarcón            | Camilo Zamudio             |
| Gabriela Hernández      | Eunice García              |
| Katty Kowaleczko        | Elisa Zamudio              |
| Felipe Armas            | Farid García               |
| Myriam Palacios         | Florita                    |
| Malú Gatica             | Luisa Echaurren            |
| Álvaro Rudolphy         | Juan José Sanfuentes       |
| Soledad Alonso          | Magdalena Sofía Sanfuentes |
| Ana González            | Margarita                  |
| Araceli Vitta           | Victoria                   |
| Carlos Díaz             | Nicolás                    |
| Aline Kuppenheim        | Valentina Garcés           |
| Francisca Castillo      | Bárbara Garcés             |
| Nelly Meruane           | Inés Molina                |
| Andrea García Huidobro  | Normita Jones              |
| Roberto Poblete         | Leonardo                   |
| Alfredo Castro          | Renán                      |
| Alex Zissis             | Alfonso                    |
| Marcela Medel           | Fernanda                   |
| Irene Llano             | Simone                     |
| Felipe Castro           | Alex                       |
| Marcela Osorio          | Julia Ponce                |
| Luz Croxatto            | Pilar                      |
| Gabriela Medina         | Zenilda Romero             |
| Liliana Ross            | Eleonora                   |
| Andrea Freund           | Sara Oyarzún               |
| Mario Poblete           | Omar                       |
| Alessandra Guerzoni     | Carla                      |